# Manuel Brullet i Tenas

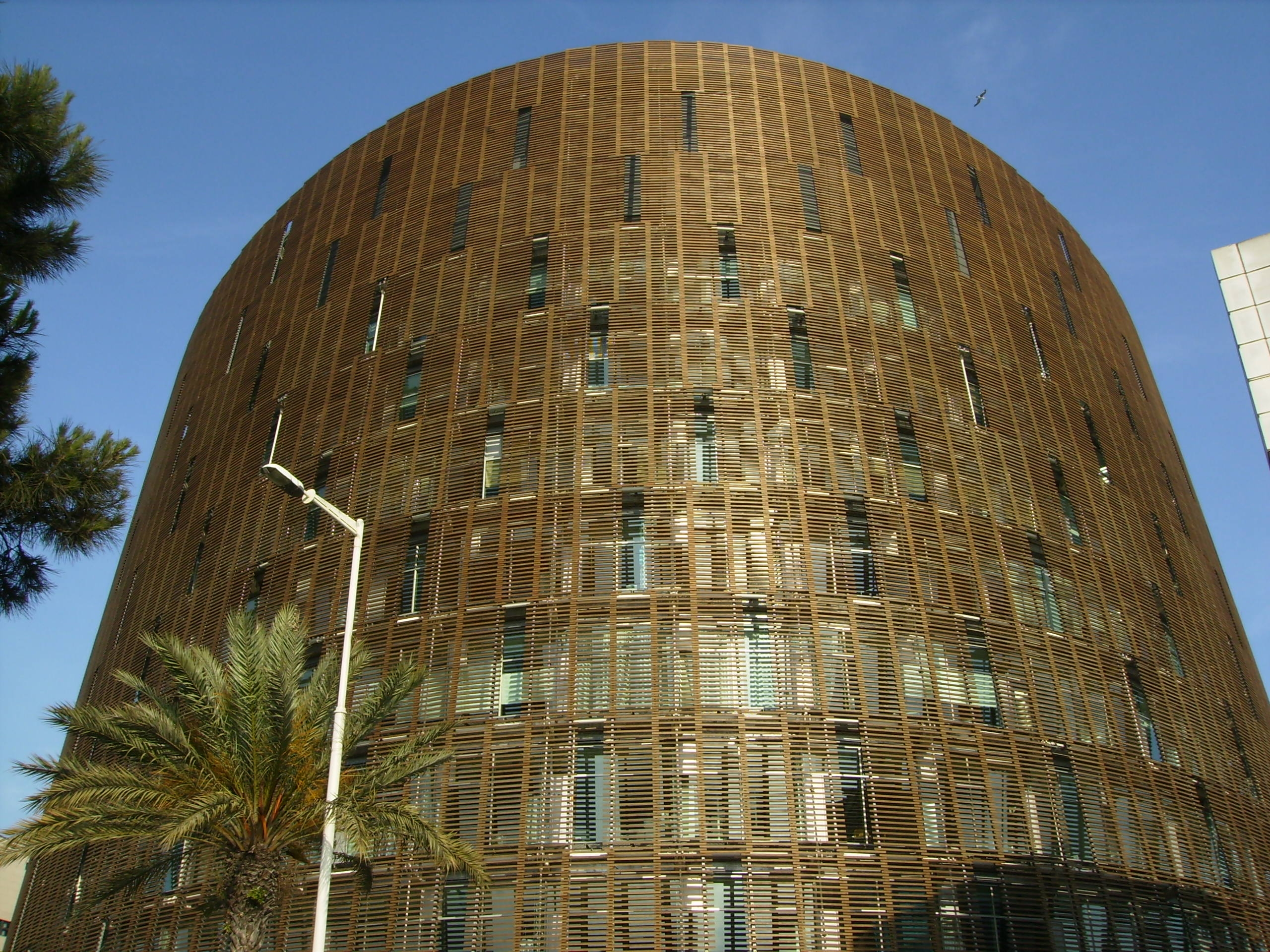
Edifici del Parc de Recerca Biomèdica de Barcelona

Manuel Brullet i Tenas (Mataró, 1941) és un arquitecte català.
Va fer els seus estudis a l'Escola Tècnica Superior d'Arquitectura de Barcelona i és professor des de l'any 1968 en la mateixa ETSAB, impartint l'assignatura de Projectes. Les seves obres són de formes contundents i geomètriques, gran seguidor de Louis Kahn, al que va conèixer en finalitzar els seus estudis d'arquitectura.
Va realitzar juntament amb Albert de Pineda i Álvarez, aconseguint el Premi FAD d'Arquitectura de l'any 1992, la reforma i rehabilitació de l'Hospital del Mar entre els anys 1988/1991 i el projecte del Parc d'Investigació Biomèdica emplaçat al costat d'aquest Hospital. En col·laboració amb aquest mateix arquitecte l'any 2000 han realitzat l'Hospital Hedwigshöhe a Berlín i el 2002 la nova Clínica Quirón a Barcelona.
Als anys 1993/1994 s'encarrega del projecte de la construcció del Campus Politècnic de la Universitat Rovira i Virgili a Tarragona. En aquesta mateixa data se li demana que realitzi les reformes entre els tres edificis de la Casa de la Ciutat (Barcelona) així com l'enderrocament de les últimes plantes de l'edifici Novíssim de l'Ajuntament de la plaça Sant Miquel.